# 야스밀라 주바니치
야스밀라 주바니치(Jasmila Žbanić, 1974년 12월 19일 ~ )는 보스니아 헤르체고비나의 영화 감독, 영화 각본가이다. 2006년 베를린 영화제에서 영화 《그르바비차》를 통해 황금곰상을 수상했다.

## 작품 목록
- 그르바비차 (2006)
- 기로에서 (2010)
- 그녀들을 위하여 (2013)
- 러브 아일랜드 (2014)
- 쿠오바디스, 아이다 (2020)